# Хуапхан
Хуапхан — провінція (кванг) на сході Лаосу.

## Адміністративний поділ
Провінція розділена на такі райони:
- Хуамеуанг (7-05)
- Муангет (7-08)
- Сопбао (7-07)
- В'єнгтхонг (7-03)
- В'єнгсай (7-04)
- Самниа (7-01)
- Самтай (7-06)
- С'єнгкхор (7-02)